# 1868 na ciência

## Eventos
- Observação ou predição do elemento químico Hélio[1]

## Nascimentos
| Data           | Nome                      | Profissão              | Nacionalidade                         | Observações | Ref                                                         |
| -------------- | ------------------------- | ---------------------- | ------------------------------------- | --- | ----------------------------------------------------------- |
| 31 de janeiro  | Theodore William Richards | químico                | Estados Unidos                        | m. 1928 Medalha Davy 1910 Prémio Faraday 1911 Prémio Willard Gibbs 1912 Nobel de Química 1914 Presidente da American Chemical Society 1914 Medalha Franklin 1916 Presidente da American Association for the Advancement of Science 1917 Presidente da American Academy of Arts and Sciences 1919/1921 Medalha Le Blanc 1922 Medalha Lavoisier (SCF) 1922 | [ 2 ] [ 3 ] [ 4 ] [ 5 ] [ 6 ] [ 7 ] [ 6 ] [ 6 ] [ 8 ] [ 9 ] |
| 18 de dezembro | Henry Woods               | geólogo e paleontólogo | Reino Unido da Grã-Bretanha e Irlanda | m. 1952 Medalha Lyell 1918 Medalha Wollaston 1940 | [ 10 ] [ 11 ]                                               |

## Mortes
| Data           | Nome              | Profissão              | Nacionalidade | Observações                    | Ref    |
| -------------- | ----------------- | ---------------------- | ------------- | ------------------------------ | ------ |
| 24 de dezembro | Adolphe d'Archiac | geólogo e paleontólogo | França        | n. 1802 Medalha Wollaston 1853 | [ 11 ] |

## Prémios
Medalha Copley
- John Canton[12]

Medalha de Ouro da Royal Astronomical Society
- Urbain Le Verrier[13]

Medalha Real
- Alfred Russel Wallace[14] e George Salmon[14]

Medalha Rumford
- Balfour Stewart[15]

Medalha Wollaston
- Carl Friedrich Naumann [11]